# Antonie Nedošinská
Antonie Nedošinská, née le 26 juin 1885 à Prague et morte le 17 juillet 1950 à Poděbrady, est une actrice tchécoslovaque, active entre 1916 et 1947.

## Filmographie
- 1936 : Le Chameau par le chas d'une aiguille

## Sources de la traduction
- (en) Cet article est partiellement ou en totalité issu de l’article de Wikipédia en anglais intitulé « Antonie Nedošinská » (voir la liste des auteurs).